# Edmundo Rodriguez
Edmondo Rodriguez (Guadalajara, 22 aprile 1970) è un ex calciatore messicano di ruolo difensore.. Ha giocato nella Major League Soccer dal 1996 al 1997 con due club, il N.Y./N.J. MetroStars ed il K.C. Wizards. Gran parte della sua carriera l'ha disputata con squadre di calcio indoor.

## Carriera
Nato in Messico, ha fatto le scuole nella contea del New Mexico prima di tornare nella madrepatria in cui ha giocato con il Guadalajara e il Tecos tra la prima e la seconda serie messicana.
Nel 1993 è tornato negli Stati Uniti ed ha iniziato a giocare a calcio indoor. Nel 1996, viene scelto al SuperDraft dal N.Y./N.J. MetroStars con cui disputa l'intera stagione in MLS giocando undici partite. Il club non riconfermò Rodriguez per la stagione seguente e il difensore messicano si accasò al K.C. Wizards, con cui disputò 16 partite e realizzò una rete nella stagione regolare. Giocò anche una partita valevole per i play-off.

## Statistiche
| Stagione        | Squadra              | Campionato      | Campionato | Campionato | Coppe nazionali | Coppe nazionali | Coppe nazionali | Coppe continentali | Coppe continentali | Coppe continentali | Altre coppe | Altre coppe | Altre coppe | Totale | Totale |
| Stagione        | Squadra              | Comp            | Pres       | Reti       | Comp            | Pres            | Reti            | Comp               | Pres               | Reti               | Comp        | Pres        | Reti        | Pres   | Reti   |
| --------------- | -------------------- | --------------- | ---------- | ---------- | --------------- | --------------- | --------------- | ------------------ | ------------------ | ------------------ | ----------- | ----------- | ----------- | ------ | ------ |
| 1996            | N.Y./N.J. MetroStars | MLS             | 11         | 0          |                 | -               | -               |                    | -                  |                    |             | -           | -           | 11     | 0      |
| 1997            | K.C. Wizards         | MLS             | 16+1       | 1          |                 | 1               | 0               |                    | -                  |                    |             | -           | -           | 17     | 1      |
| Totale carriera | Totale carriera      | Totale carriera | 28         | 1          |                 | -               | -               |                    | -                  | -                  | -           | -           | -           | 28     | 1      |